# The Daring of Diana
The Daring of Diana è un film muto del 1916 diretto da S. Rankin Drew.

## Trama
John Briscoe, il proprietario del quotidiano The Daily Argus, lascia gli Stati Uniti per trasferirsi in Francia dopo la morte per parto della moglie. Venticinque anni dopo, John decide di tornare in patria, dove suo figlio Jason dirige il giornale che sta investigando sulla corruzione politica. Il servizio è seguito da Diana, una giovane reporter, che segue Stange, un losco figuro, fino a casa sua. L'uomo spara alla sua compagna, Fanchette, per evitare che la donna lo denunci. Ma costei riesce comunque a parlare e ad accusarlo di attività illegali. Stange, che in precedenza aveva catturato John Roscoe, tenuto ora prigioniero, si spaccia con Jason - che non ha mai visto prima il padre - per l'editore. Diana, catturata pure lei da Stange, riesce a fuggire e rivela tutto a Jason. Stange viene trovato morto e Briscoe alla fine viene liberato dalla polizia francese.

## Produzione
Il film fu prodotto dalla Vitagraph Company of America.

## Distribuzione
Distribuito dalla V-L-S-E, il film uscì nelle sale cinematografiche statunitensi il 24 luglio 1916.